# Дилън
Дилън (на английски: Dillon) е град в окръг Бивърхед, щата Монтана, САЩ. Дилън е с население от 3752 жители (2000) и обща площ от 4,2 km². Намира се на 1555 m надморска височина. ЗИП кодът му е 59725, а телефонният му код е 406.